# IFK Malmö

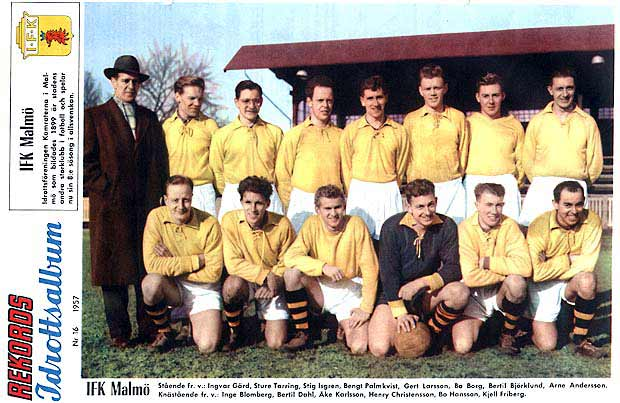
IFK Malmös fotbollstrupp 1957, med den tidigare landslagsspelaren Ingvar Gärd som tränare.

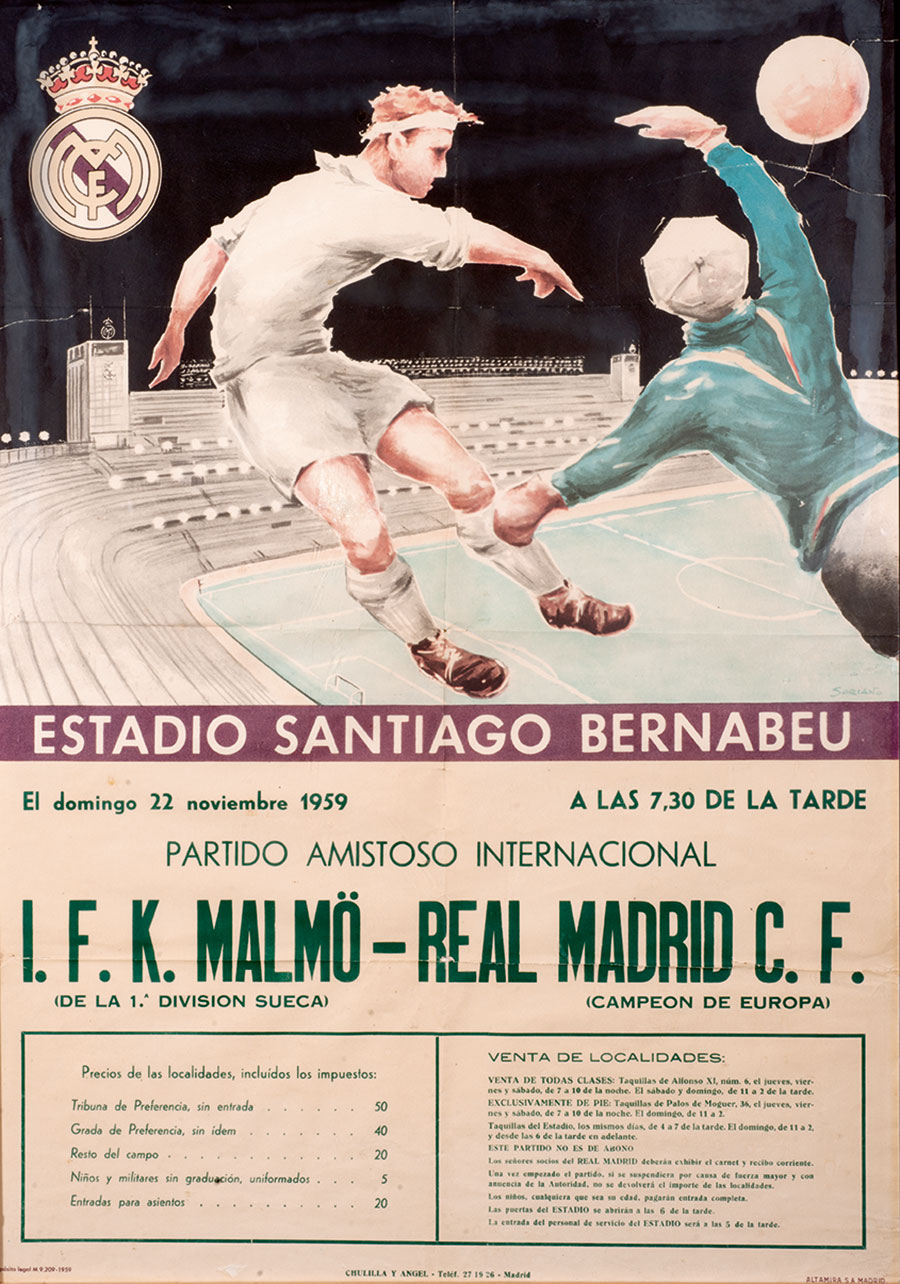
Di Gule - Real Madrid inför 40 000 åskådare (2–3) på Santiago Bernabéu 1959.

Idrottsföreningen Kamraterna Malmö (IFK Malmö), kallad "Di Gule" eller "Kanariefåglarna", är en idrottsklubb i Malmö, bildad den 23 april 1899.
Kanariefåglarna är eller har varit aktiva inom friidrott, herrfotboll, damfotboll, handboll, bandy, ishockey, landhockey, brottning, boxning, simning, bowling, orientering och bridge. Ursprungligen hade man en gul klubbsymbol med Erik av Pommerns grip från Malmös och Skånes vapensymboler, vilken skilde sig från andra Kamratföreningar. Men numera har man en blå symbol, som är lik de andras.

## Historia
Klubben bildades vid Malmö Latinskola den 23 april 1899. Till ordförande valdes Victor Petersson.
Fram till 1903 sysslade klubben mest med friidrott. 1900 fick man sitt första svenska rekord i friidrott, genom Knut Knutsen Stamsøs seger i tresteg. Det var IFK Malmö som 1902 introducerade tiokamp i Sverige. Första SM-guldet i klubben togs 1903 av Carl Holmberg i tresteg och höjdhopp. 1912 tog Emil Magnusson klubbens första OS-medalj i friidrott genom brons i diskuskastning med dubbelfattning.
IFK Malmö har kallats "alla malmöidrotters moder" och introducerade bland annat handboll, bandy, ishockey, bowling och landhockey i staden.
Under många år krigade man med lokalkonkurrenten Malmö FF om stadsbornas fotbollsgunst, vilket kulminerade 1960 då man överträffade Di Blåe med derbyseger och allsvenskt silver. Samma år avancerade det gula laget ända till kvartsfinalen i Europacupen (nuvarande Champions League), ett Sverigerekord som stod sig i 19 år tills MFF 1979 gick till final i denna turnering. 1960 fick IFK Malmö respass av Rapid Wien 2 x 0-2, medan Malmö FF 1979 förlorade finalen mot Nottingham Forest med 0-1.
Vid årsmötet 1987 beslutades att dela upp IFK Malmö i två föreningar, en för fotboll och en för handboll. Till handbollssektionen knöts även bowlingen.
Föreningens fotbollsverksamhet har genom åren beskrivit återkommande och påtagliga pendelrörelser, från allsvensk serieledning till långt ner i divisionerna. I våra dagar spelade IFK Malmö i Superettan fram till 2003, men befinner sig för närvarande i femte divisionen efter två raka degraderingar i sista omgången. Också i slutet av 1980-talet var Di Gule långt nere i divisionerna, men lyckades år 2000 återkomma till Superettan med som bäst en sjundeplacering 2002.
IFK Malmö rankades 2010 som landets 16:e bästa fotbollsförening genom tiderna.[källa behövs] Detta tack vare 13 allsvenska säsonger och många års topplaceringar i näst högsta divisionen. Största profilen genom alla tider är målvaktslegendaren Henry "Chrissian" Christensson 1953–1963.

## Sektioner
- Bandy, se vidare IFK Malmö Bandy.
- Fotboll, se vidare IFK Malmö FK.
- Handboll, se vidare IFK Malmö Handboll.
- Ishockey, se vidare IFK Malmö Ishockey.